# Pattinaggio di figura all'VIII Festival olimpico invernale della gioventù europea
Le gare di pattinaggio di figura al VIII Festival olimpico invernale della gioventù europea si sono svolte dal 19 al 22 febbraio 2007 a Jaca, in Spagna.
Sono state disputate una gara maschile e una femminile, per un totale di 2 gare.

## Podi
| Evento            | Oro             | Argento               | Bronzo              |
| Singolo maschile  | Artem Grigoryev | Alexander Majorov     | Alexandre Briancon  |
| Singolo femminile | Sonia Lafuente  | Margarita Tertychnaya | Marcella De Trovato |